# FlatOut (серия игр)
FlatOut (произносится как «Флэта́ут») — серия гоночных видеоигр в стиле дерби на снос, начатая в 2004 году независимой финской компанией Bugbear Entertainment. По всему миру было продано почти 3 миллиона копий первой части FlatOut, а в общем серия продалась в количестве более 20 миллионов копий. В качестве издателя в разное время выступали компании Empire Interactive (до 2008 года) и Zoo Games (с 2010 года). В России и странах СНГ несколько игр серии были изданы компанией «Бука».
После того, как Bugbear выпустила в 2008 году FlatOut: Head On, которая является портом FlatOut 2 на PlayStation Portable, голландский разработчик видеоигр Team6 Game Studios разработал следующие три игры из этой серии: FlatOut 3: Chaos and Destruction, эксклюзивную для Windows, и два спин-оффа серии для Nintendo Wii и Android. Kylotonn разработала четвертую часть серии, FlatOut 4: Total Insanity, которая была выпущена 17 марта 2017 года для PlayStation 4 и Xbox One в Европе и 2 мая в США.
Серия FlatOut получила как всеобщее признание критиков, так и заметный негативный прием, в частности, FlatOut 3: Chaos & Destruction получила крайне негативные отзывы и считается одной из худших игр за все время, в то время как FlatOut 2 считается лучшей в серии; FlatOut на Wii получил в основном смешанный прием от игроков и критиков, как и FlatOut 4: Total Insanity. Спин-офф на Android и iOS под названием FlatOut Stuntman был разработан Team6 Game Studios в 2013 году и получил в основном негативные оценки. Сначала серию FlatOut называли оригинальным дополнением к жанру гонок дерби, но в конце концов она вымерла из-за отсутствия положительного критического приема после смены разработчика.

## История разработки
Игры серии FlatOut (название произошло от словосочетания англ. flat-out — рус. отчаянный, предельный, максимальный) созданы в жанре аркадного автосимулятора. Основной акцент делается на зрелищные нереалистичные автомобильные аварии, часто — с разрушением объектов окружения (в качестве которых могут выступать различные ограждения и постройки), а также на разрушение самих автомобилей и аварийные ситуации (вплоть до вылетов водителя через лобовое стекло как часть мини-игры).
Всего вышло четыре основные игры (FlatOut, FlatOut 2, FlatOut 3: Chaos & Destruction и FlatOut 4: Total Insanity) и несколько ответвлений: FlatOut Racing 3D (отдельная игра для мобильных телефонов), FlatOut: Head On (специальная версия игры для портативной игровой консоли PSP), FlatOut: Ultimate Carnage (переиздание FlatOut 2 со значительно улучшенной графикой и рядом нововведений), а также отдельная игра под названием FlatOut для Wii.
Первые две игры (FlatOut и FlatOut 2), а также Ultimate Carnage и Head On, были разработаны финской компанией Bugbear Entertainment, которая и начала серию; игры получили в основном позитивные оценки специализированной прессы.
В разработке Head On также принимала участие студия Six by Nine. Отдельная часть FlatOut Racing 3D и FlatOut Racing 2D для телефонов создана Xendex, а издана I-Play.
В 2010 году правами на серию игр стала располагать компания Zoo Games: были разработаны FlatOut для Wii (отдельная игра, не являющаяся ремейком оригинальной первой части), FlatOut 3: Chaos & Destruction и FlatOut Stuntman. Разработка велась фирмой Team6 Game Studios, игры которой получили очень низкие отзывы от критиков и игроков. В 2017 году вышла FlatOut 4: Total Insanity, разработанная студией Kylotonn и изданная компанией Strategy First.
20 июля 2024 года в Steam вышли официальные обновления первых трех игр серии, добавляющие поддержку Steam Deck, широкоформатных мониторов, мастерской Steam, а так же достижения и значки профиля. Так же появилась полноценная возможность игры по сети через OpenSpy для FlatOut 2 (после прекращения работы сервиса GameSpy в 2014 году, который давал возможность играть в мультиплеере, по сети можно было играть только через сторонние сервисы, такие как Tunngle и Hamachi).
В середине августе 2024 стало известно, что студия Flat2VR приняла участие в специальной презентации VR Games Showcase, в ходе которой представила свои новые и будущие проекты. И среди них — FlatOut в VR. Игра будет доступна владельцам Steam VR, Quest и PS VR2. 

## Игры серии
- 2004 — FlatOut (PC, Xbox, PlayStation 2) (разработчик: Bugbear Entertainment)[21][22][23]
- 2006 — FlatOut 2 (PC, Xbox, PlayStation 2) (разработчик: Bugbear Entertainment)[24][25][26]
- 2007 — FlatOut: Ultimate Carnage (ПК, Xbox 360) (разработчик: Bugbear Entertainment)[27][28][29]
- 2008 — FlatOut: Head On (PSP) (разработчики: Bugbear Entertainment и Six by Nine)[30][31]
- 2008 — FlatOut Racing 2D (мобильные телефоны) (разработчик: I-Play и Xendex)
- 2008 — FlatOut Racing 3D (мобильные телефоны) (разработчик: I-Play и Xendex)[32]
- 2010 — FlatOut (Wii) (разработчик: Team6 Game Studios)[15]
- 2011 — FlatOut 3: Chaos & Destruction (PC) (разработчик: Team6 Game Studios)[33]
- 2013 — FlatOut Stuntman (Android, iOS) (разработчик: Team6 Game Studios)[34]
- 2017 — FlatOut 4: Total Insanity (Windows, Xbox One, PlayStation 4) (разработчик: Kylotonn)[35]
- ТВА — FlatOut (Quest 2, Quest 3, PlayStation VR2 и SteamVR) (разработчик Flat2VR)[36][37]

## Рецензии и оценки
| Название                       | Год выпуска | Metacritic                                   |
| ------------------------------ | ----------- | -------------------------------------------- |
| FlatOut                        | 2004        | 72/100 (PC), 70/100 (PS2), 71/100 (Xbox)     |
| FlatOut 2                      | 2006        | 76/100 (PC), 73/100 (PS2), 73/100 (Xbox)     |
| FlatOut: Ultimate Carnage      | 2007        | 79/100 (PC), 74/100 (PSP), 80/100 (Xbox 360) |
| FlatOut: Head On               | 2008        | 74/100 (PSP)                                 |
| FlatOut                        | 2010        | N/A                                          |
| FlatOut 3: Chaos & Destruction | 2011        | 23/100 (PC)                                  |
| FlatOut Stuntman               | 2013        | N/A                                          |
| FlatOut 4: Total Insanity      | 2017        | 52/100 (PC), 62/100 (PS4), 66/100 (Xbox One) |

- FlatOut получила преимущественно позитивные отзывы от рецензентов. На сайте Metacritic средняя оценка составляет 72/100 в версии для ПК, 71/100 — для Xbox и 70/100 — для PlayStation 2. Схожая статистика опубликована на GameRankings: 74,20 % — для ПК, 74,05 % — для PlayStation 2 и 72,32 % — для Xbox. Обозреватели удостоили похвалы высокое качество графики, физическую модель и многопользовательскую игру, но к недостаткам отнесли управление и звуковое сопровождение.
- FlatOut 2 получила в основном положительные отзывы от прессы. На сайте Metacritic игра получила среднюю оценку 76/100 в версии для ПК и 73/100 в версиях для PlayStation 2 и Xbox, а на GameRankings 78,29 % для ПК, 75,11 % для PlayStation 2 и 74,91 % для Xbox.
- FlatOut: Ultimate Carnage для Xbox 360 и ПК получила довольно благоприятные отзывы, а версия Head On — смешанные, согласно сайту агрегации рецензий Metacritic. Морис Бранскомб из Hyper похвалил версию для Xbox 360 за то, что она «выглядит и играется лучше, чем когда-либо прежде», но ему не понравились саундтреки и он заявил, что «время загрузки игры слишком велико». В Японии Famitsu дал той же консольной версии оценку в три семерки и одну шестерку, выставив в общей сложности 27 баллов из 40.
- FlatOut на Wii была смешанно воспринята прессой. Некоторые критики хвалили графику и режимы, но ряд рецензентов раскритиковали управление и игровой процесс.
- FlatOut 3: Chaos and Destruction оказала негативное влияние на серию игр и поклонников серии FlatOut из-за серьёзных изменений, сломанного геймплея, а также упоминания о низкобюджетном внешнем виде и неудовлетворительной физике автомобилей и системе повреждений. Большинство фанатов ответили комментариями, в которых сравнивали новую игру с более ранними играми серии в пользу предшественниц, разработанных Bugbear Entertainment. На сайтах GameRankings и Metacritic игра получила среднюю оценку в 26,90 % и 23/100 соответственно. Metacritic назвал игру самой низкооцененной игрой 2011 года.
- FlatOut 4: Total Insanity получила в основном смешанные отзывы от прессы, однако оценки были намного выше, чем у предыдущих трёх частей от Team6 Game Studios. На сайте Metacritic средняя оценка составляет 66/100 в версии для Xbox One, 62/100 для PlayStation 4 и 52/100 для ПК. Схожая статистика опубликована на GameRankings: 67 % для Xbox One, 63 % для ПК и 61,31 % для PlayStation 4. Среди недостатков критиками отмечается отсутствие проработки физики машин и низкая аддиктивность геймплея.